# الناسخ والمنسوخ لقتادة
الناسخ والمنسوخ في كتاب الله لمؤلفه قتادة بن دعامة السدوسي الذي تتلمذ على ابن المسيب والحسن البصري، وكان آية في الحفظ، وعالمًا بالتفسير والأنساب والعربية واللغة وأيام العرب. وقد ذكر ابن سلامة كتاب قتادة بين المصادر التي استمد منها كتابه، وذكر الزركشي قتادة على رأس الذين ألفوا في الناسخ والمنسوخ، وكذلك نقل النحاس ومكي عن قتادة أقوالا كثيرة، وهي بنصها في الكتاب، إلا أن هذا الرأي قد يكون بعيدًا؛ لكون التصنيف لم يبدأ في منتصف القرن الثاني الهجري، ولكونه ضريرًا، بل المقصود أنه جمع هذا الموضوع في ذهنه، وأملاها إملاء على تلاميذه، وفي دروسه. ومما يؤيد هذا: أن عنوان المخطوط هو الناسخ والمنسوخ في كتاب الله عن قتادة بن دعامة، ولم يرد فيه أنه من تأليف قتادة، فالمخطوط في الحقيقة بعض روايات عن قتادة نقلها همام، ونقل معها روايات أخرى.
وأما منهجه في الكتاب: فهو يورد الآية المنسوخة وبين الحكم المنسوخ، ثم يورد الآية الناسخة، ويبين الحكم الجديد، وقد سار في إيراد الآيات على حسب ترتيب المصحف في السور والآيات.

## منهج المؤلف في الكتاب
أورد المؤلف الآيات التي ورد فيها النسخ مرتبة بسور القرآن، يورد الآية المنسوخة، ثم يورد ناسخها، فبدأ بقول الله تعالى: {فَأَيْنَمَا تُوَلُّوا فَثَمَّ وَجْهُ اللهِ} [البقرة:115]، وبين الحكم الوارد في الآية، فقال: «كان يصلون نحو بيت المقدس ورسول الله صلى الله عليه وسلم بمكة قبل الهجرة وبعدما هاجر رسول الله صلى الله عليه وسلم صلى نحو بيت المقدس ستة عشر شهرا، ثم وجهه الله تعالى نحو الكعبة البيت الحرام»، ثم أورد الآية الناسخة، وهي قوله تعالى: {فَلَنُوَلِّيَنَّكَ قِبْلَهً تَرْضَاهَا فَوَلِّ وَجْهَكَ شَطْرَ المَسْجِدِ الحَرَامِ وَحَيْثُ مَا كُنْتُمْ فَوَلُّوا وُجُوهَكُمْ شَطْرَهُ} [البقرة:114]، وبين الحكم الناسخ، فقال: «ونسخت هذه ما كان قبلها من أمر القبلة». وهكذا في جميع الآيات التي أوردها.

## من مزايا الكتاب
- أنه أقدم كتاب في الناسخ والمنسوخ، حيث إنه منسوب إلى أحد علماء القرن الأول.
- أن هذا الكتاب اعتمد عليه جمع من العلماء، ونقل عنه، واستفاد منه.[4]

## قيمة الكتاب العلمية
كتاب الناسخ والمنسوخ لقتادة بن دعامة من أقدم الكتب المؤلفة في الناسخ والمنسوخ؛ لذلك جعله كثير من العلماء أصلا في تأليف كتبهم، منهم:
- أبو جعفر النحاس في الناسخ والمنسوخ.
- مكي بن أبي طالب في الإيضاح.
- أبو جعفر الطبري في جامع البيان.
- أبو الحسن الواحدي في أسباب النزول.

وكذلك من جاء بعدهم من العلماء، فهم إما رجعوا إلى كتابه، أو إلى كتب هؤلاء الأعلام الذين نقلوا منه.